# Quận Walker, Alabama
Quận Walker là một quận thuộc tiểu bang Alabama, Hoa Kỳ. Dân số năm 2000 là 70.713 người. Quận lỵ đóng ở Jasper. 

## Lịch sử
Quận Walker được thành lập ngày 26 tháng 12 năm 1823, và được hình thành từ các phần của các quận Marion và Tuscaloosa. Quận được đặt theo tên của Thượng nghị sĩ John Walker, người đại diện Alabama tại Thượng viện Hoa Kỳ giai đoạn 1819-1822. Jasper là quận lỵ, được đặt theo tên William Jasper, một anh hùng Red Stic War từ Nam Carolina.

## Địa lý
Theo Cục Điều tra Dân số Hoa Kỳ, quận có tổng diện tích 2.086 km ² (805 dặm vuông). Gần 794 dặm vuông (2.057 km ²) là mặt đất, và 11 dặm vuông (28 km ²) của nó (1,35%) là diện tích mặt nước.

### Các xa lộ
- U.S. Highway 78
- State Route 5
- State Route 13
- State Route 18
- State Route 69
- State Route 102
- State Route 118
- State Route 124
- State Route 195
- State Route 269